# 中式茶館

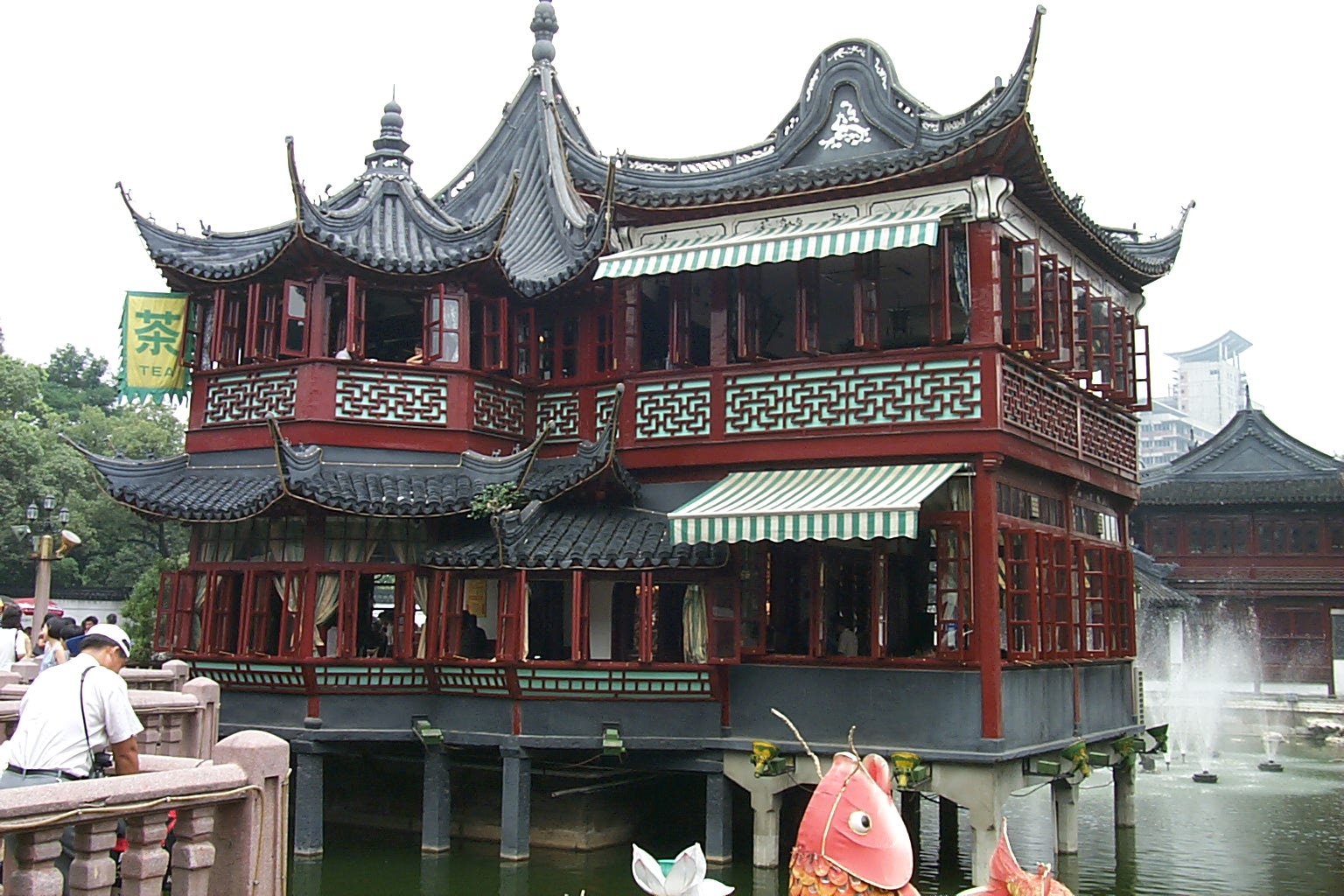
上海豫園的茶馆

中式茶館指的是供人飲用中國茶的傳統店鋪，是中國茶文化的重要部份。除品茶外，茶館在中國傳統中也是主要的社交、休閒場所之一。茶館在不同地区有不同的名称和风俗，有北京茶馆、四川茶馆、天津茶社、杭州茶室、廣東茶樓等等，形成了中国的茶馆文化。

## 歷史

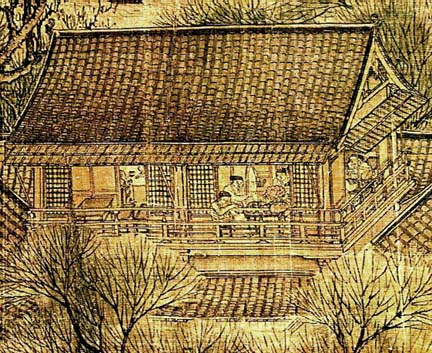
《清明上河圖》中的北宋汴京茶馆

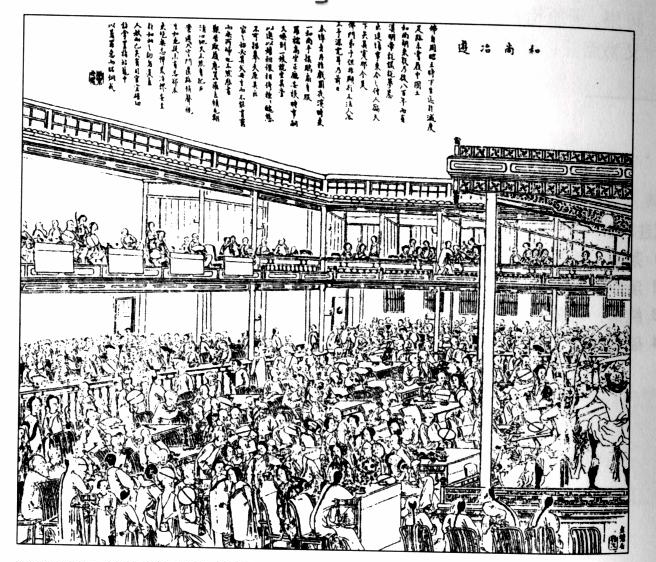
清代茶馆图

根据中国古典典籍，中國最早的茶馆出现在唐朝开元年间（713年 - 741年），称为茗铺。
宋代是茶馆最為興盛的時期，称为茶肆「茶坊」、「茶樓」等等。茶肆内设花架，安排奇松异槐，敲锣卖歌，招揽顾客，按不同季节卖应时茶汤；主要是給人喝茶或從事一些娛樂的場所，宋朝人去茶館消費已經成為日常生活中不可或缺的活動之一，在汴京，只要是人潮聚集的地方就會有茶館開設，而且因為宋朝商店可以營業到夜晚，此時茶坊人潮更是絡繹不絕，到了南宋，臨安的茶坊相比於汴京更講究排場，數量和形式也增加許多，甚至鄉村也不意外，茶館也如雨後春筍般出現，還有的相當氣派，像鄂州南草市茶店就有兩層樓的店面，另外還有的是流動的茶攤、茶擔以及提瓶賣茶人，他們分佈在城市、鄉村的各個角落，茶攤會在夜市出現，方便遊客品茶，宋代的茶館也有其特色，茶館通常會雇用精通茶藝的「茶博士」來經營，是一種專業化的技術人員，也會分為各種類型，供市民子弟學習樂器及聚會的「量賣茶樓」，職業介紹所性質的「市頭」，有表演的歌妓和陪坐侍客妓女的「水茶坊」、「花茶坊」，還有讀書人聚集的「大街車兒茶肆」，但其實沒有硬性規定，但這也算是品牌形象的確立，另外茶坊會依據時令不同而推出不同的產品，例如冬月就會賣七寶擂茶，還有一些茶坊會舉辦藝術文化活動，會雇用樂妓，是吸引人的主要手段，或是變成教唱的場所，有专门教授富家子弟的乐器班、歌唱班。有一些則是有說書人在茶坊裡說書。
有的茶肆杭州大街上还有两三间茶楼，楼上安放妓女，名为花茶坊1。
明朝出现私家园林，有的设有私家茶寮2；茶馆一词也开始出现。張岱所著《陶庵梦忆·露兄》写道：“崇祯癸酉，有好事者，开茶馆”。
清代茶馆发展成为大众娱乐场所。京师茶馆，有清茶馆、大茶馆、书茶馆、酒茶馆和园林茶馆等几种。大茶馆和酒茶馆就是现在的大饭店和酒楼。清茶馆无酒，店铺里头排列着长茶案，茶客可以自己带茶叶，手提鸟笼，入座买水。园林茶馆多设立在北京郊区风景区如西山、香山等处，泡一壶上茶，欣赏满山的红叶。最有代表性的是书茶馆。客人一面饮茶一面欣赏说书先生说演的《三国》、《东周列国》、《罗通》、《包公》。后来还有相声、梆子等。乾隆末年江南有河滨茶馆、卖茶、瓜子、糖果、春卷，烧卖、水饺子。上海茶馆最早出现在同治初年，“丽水台”茶楼，楼高三层。到了光绪丙子上海有了粵式茶楼，卖茶和各种小吃，早茶卖鱼生粥，午茶有点心、蒸粉果；夜茶有莲子粥、杏仁露。
民國初年廣州一些茶樓開始聘用女招待招徠顧客，這種設有女招待的茶室稱為女子茶室，女招待又稱為茶花。雖然茶花一般不提供性服務，但當時一些人仍認為這種女子茶室有傷風化。
現代除了以品茗、吃點心為主的茶館外，還有些專門為顧客提供場地進行茶藝的茶館，稱為茶藝館。
2012年，中華人民共和國商務部發佈了《茶館經營服務規範》（SB/T 10654-2012）行業標準，解決了中國大陸茶館行業無標準可依的問題。

## 地方文化

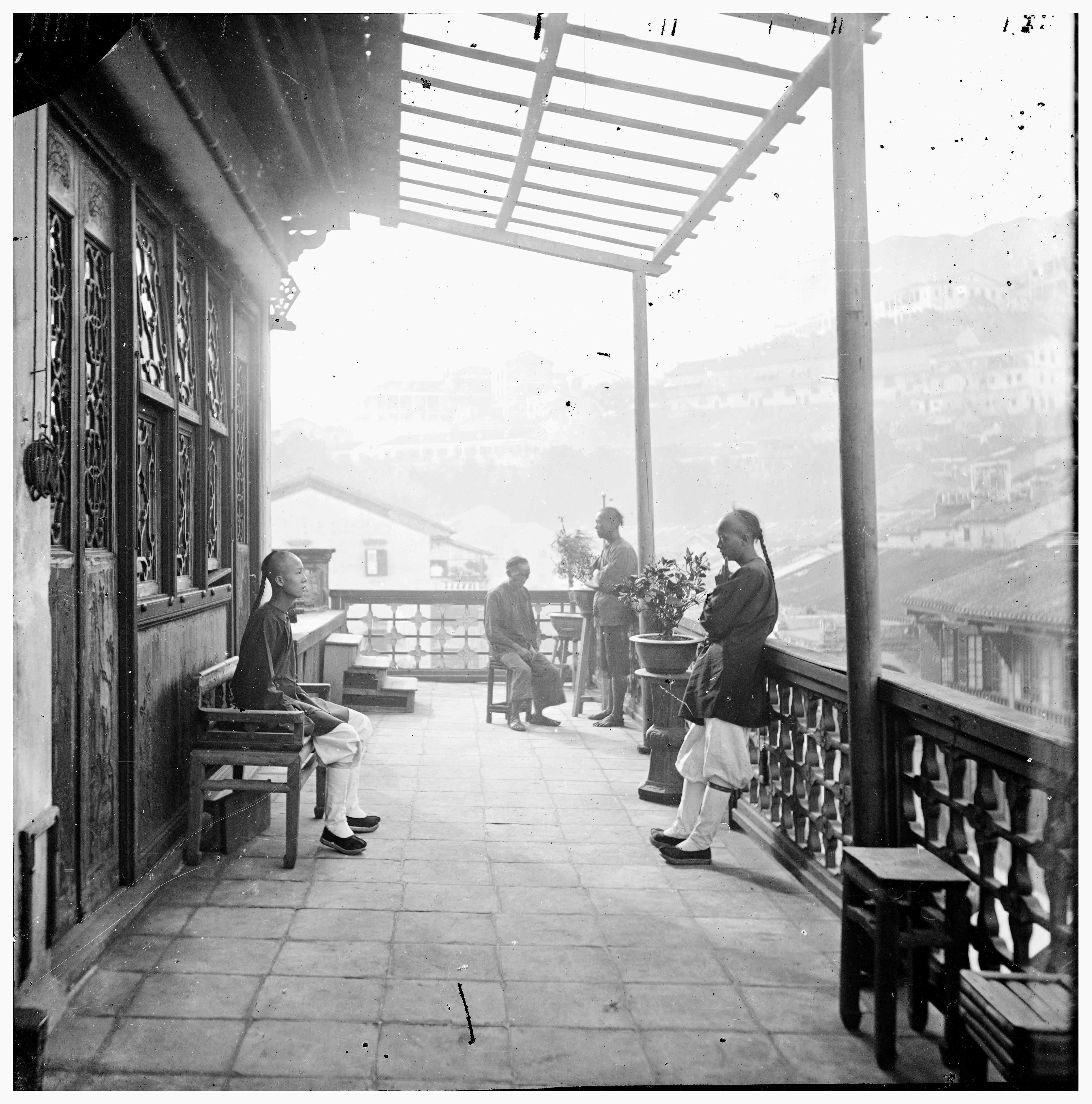
香港初開埠一茶館陽臺（約1868年）

### 北京茶館
北京的茶馆是北京的一个特色，老舍先生曾经有话剧茶馆刻画茶馆里的众生百相。现在在北京前门西，开设了老舍茶馆，里面有一些曲艺节目表演。

### 粵式茶樓
广州和香港的茶楼规模很大，有二三层楼，周末十分繁忙，常须排队拿号。茶以香片，普洱茶为主、间有菊花茶等。香港的茶楼点心有一百多年的历史、种类繁多、其中虾饺、烧卖、肠粉、春卷、牛百叶、鸡扎、凤爪等已成经典的粤式茶点，风行全球。香港現時僅存小量單純提供點心的茶樓（例如中環的陸羽茶室），絕大部份都被同時提供點心、小菜和酒席的酒樓所取代。

### 江南茶館
苏州茶馆除了喝茶、品尝点心外，还可以欣赏“大书”和“小书”。大书相当于北方的说书，小书是指苏州评弹。

### 海外中式茶館
南洋茶市，福建人多饮乌龙茶，广东人好饮香片，小食品有叉烧包、鸡肉大包、咖喱牛肉包等。
十九世纪中叶开始大批华人移民美加，把粤式点心带到美洲。北美茶樓多数经营早午茶市，多名為“轩”、“园”等，以粵式茶樓为多，近年多了沪式茶館。沪式茶館供龙井茶、葱油饼、小籠饅頭。周末或假日西人也常来享受，手拿筷子，品尝点心和中國茶。

## 圖片

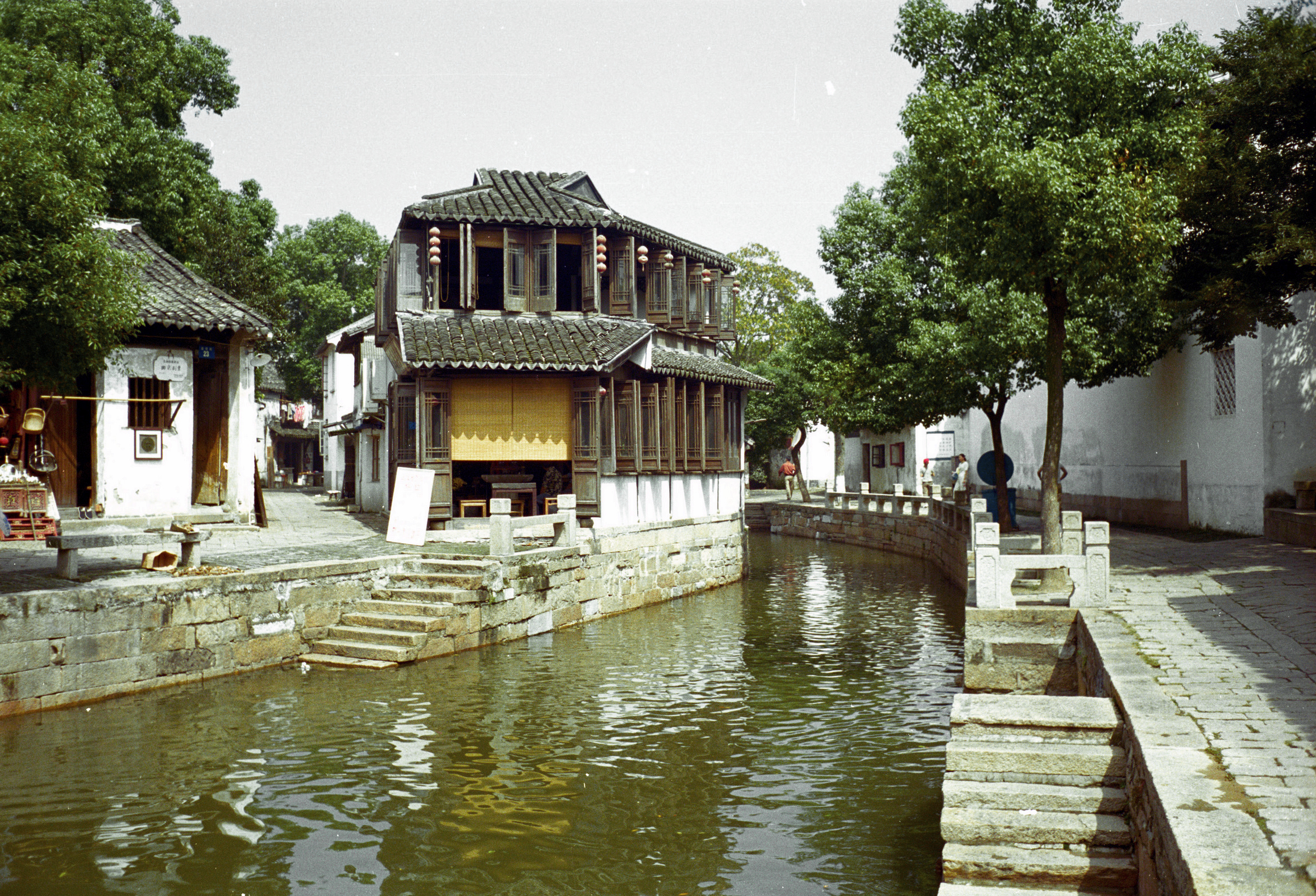
同里镇河滨茶馆
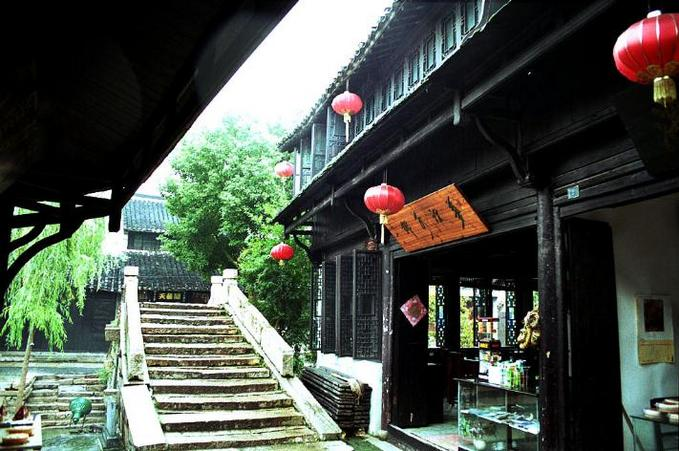
蘇州江南茶馆
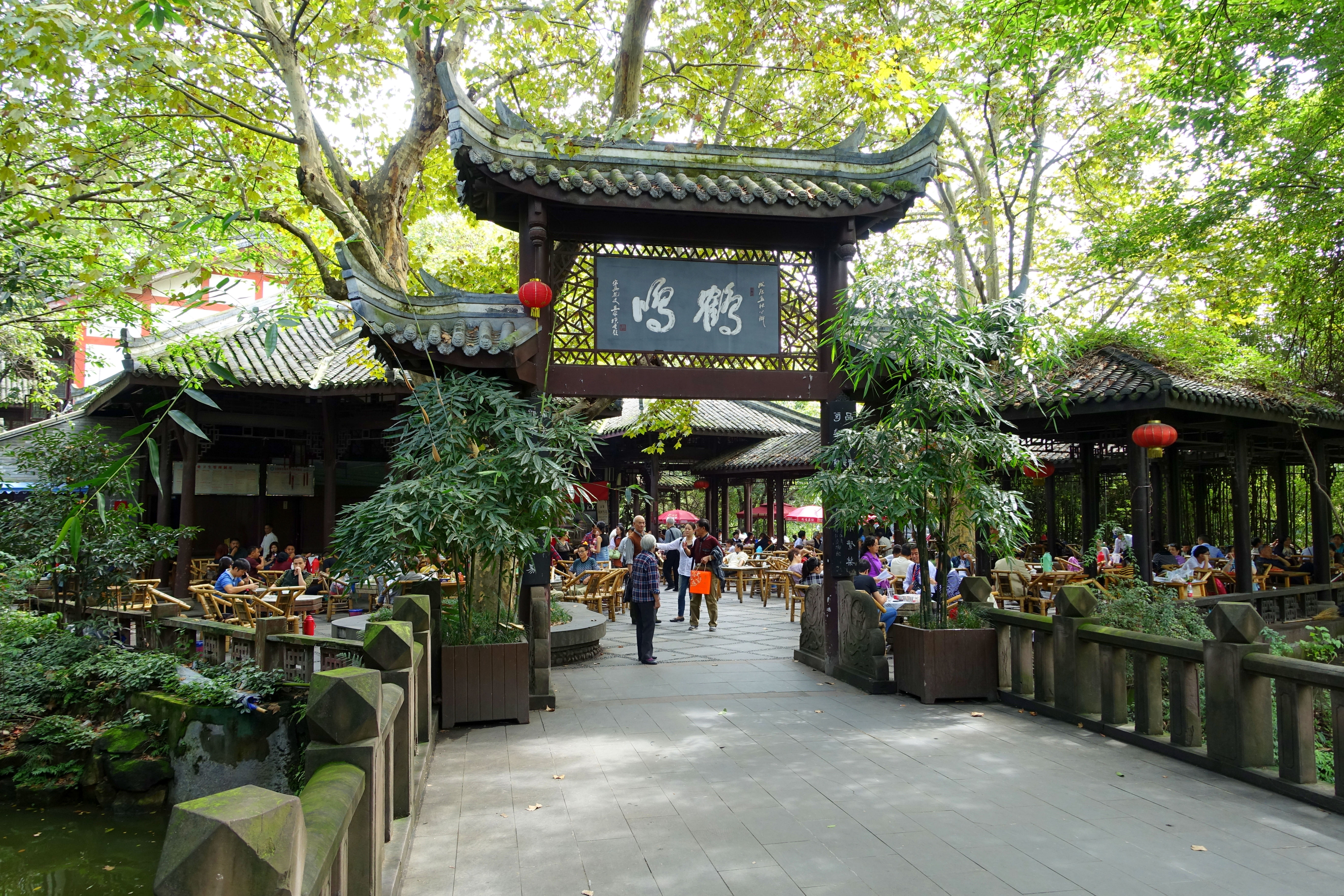
成都鹤鸣茶社
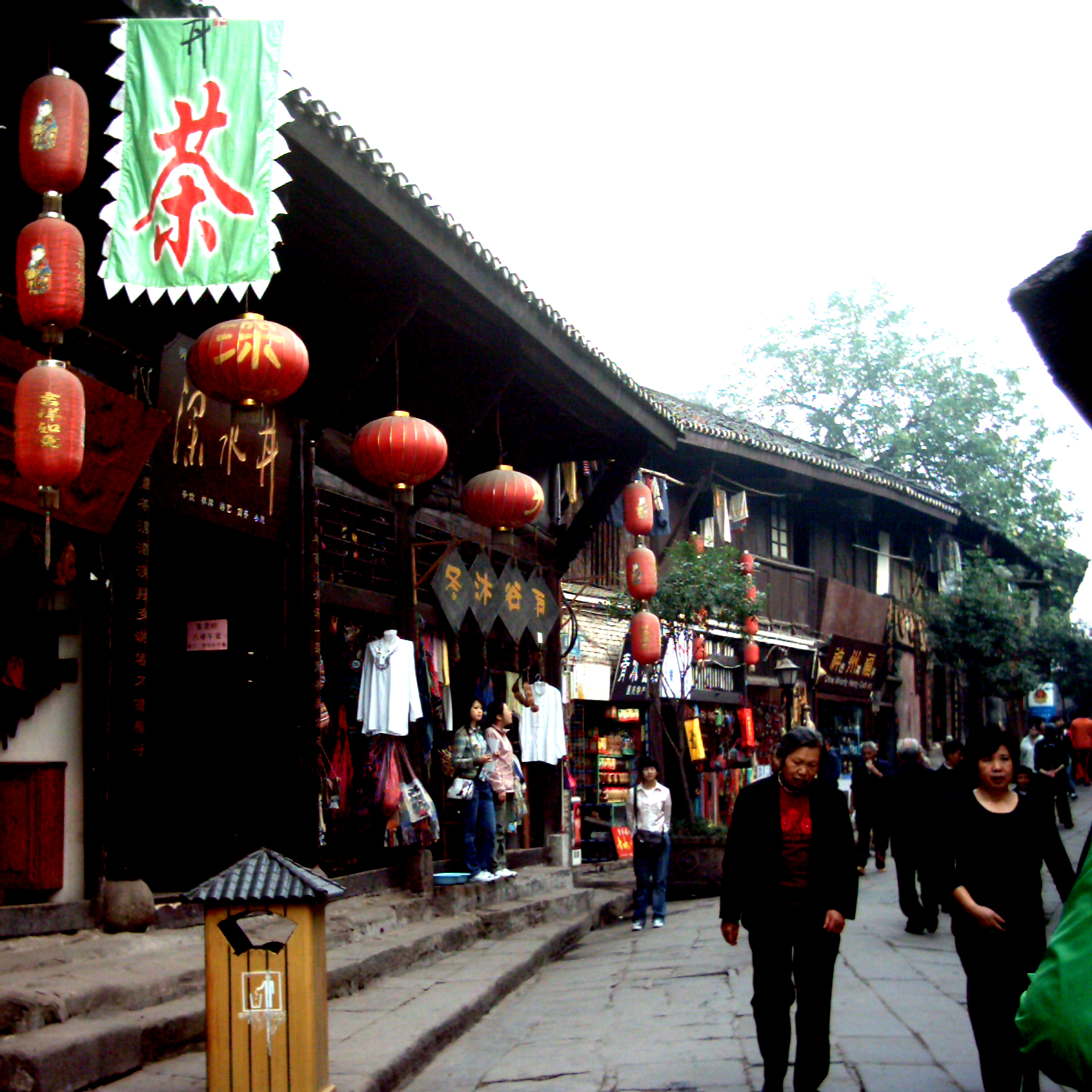
重庆磁器口茶馆
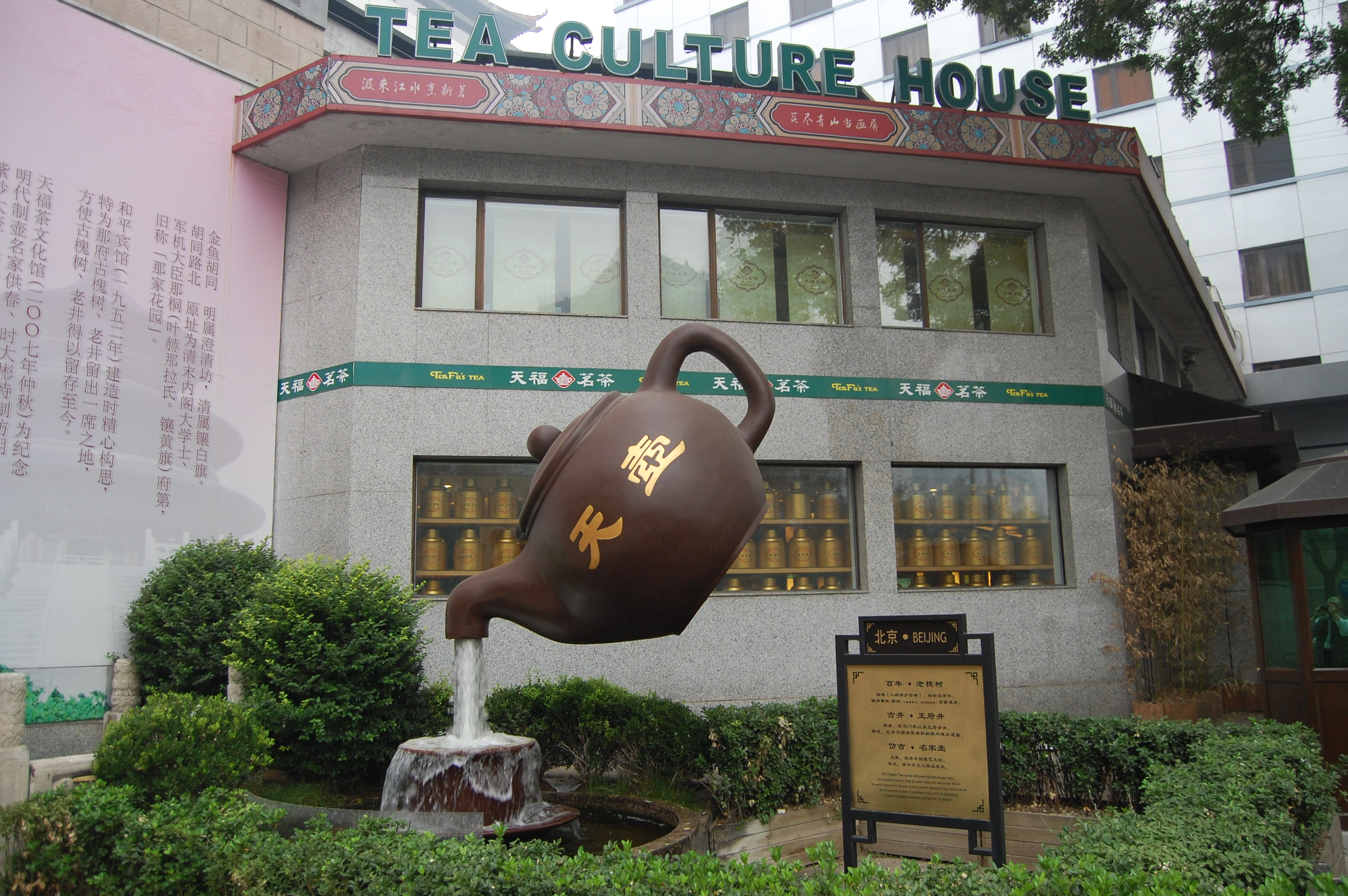
北京的茶館